# Montserrat González

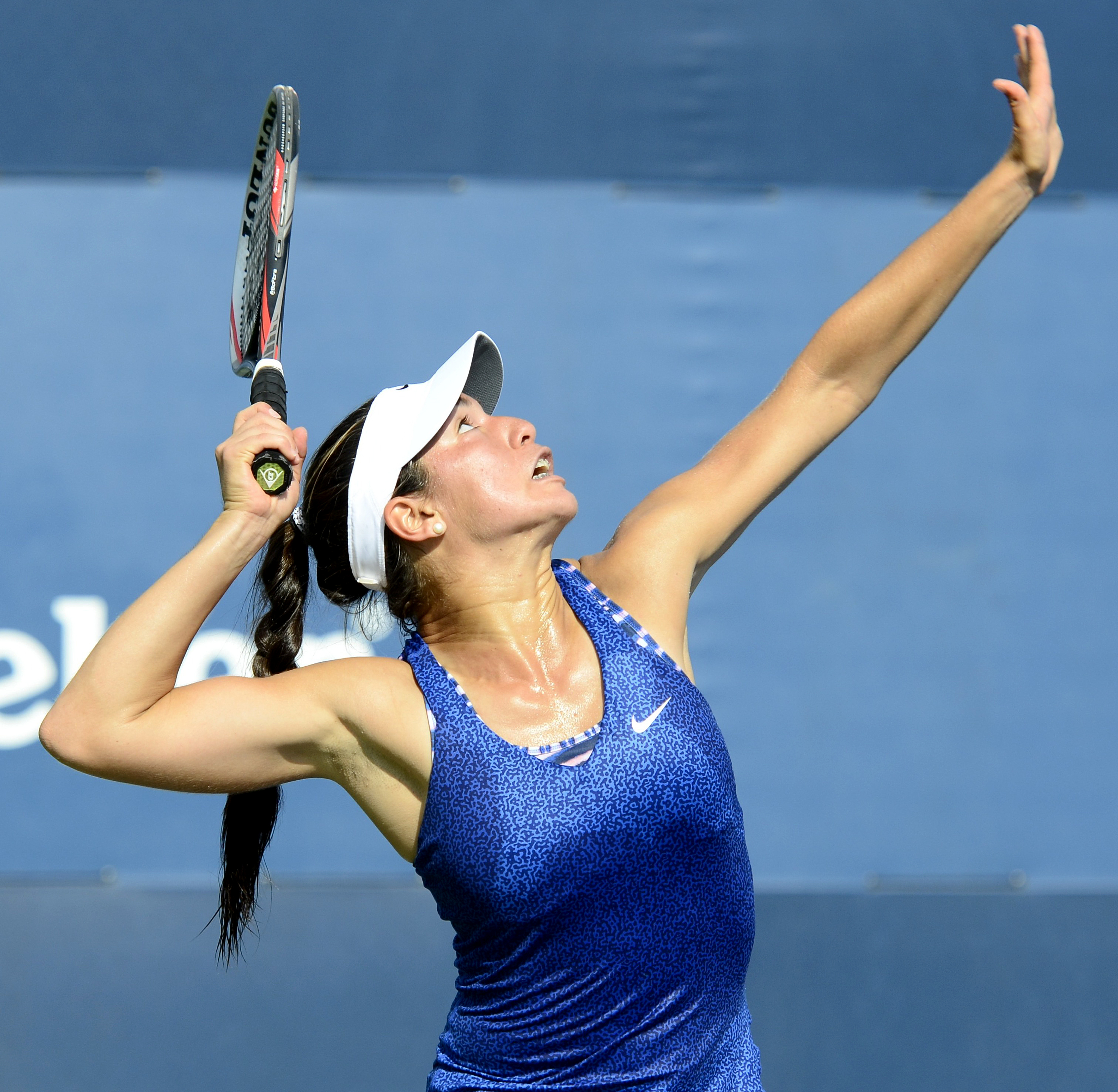
US Open 2014

Dit is een Spaanse naam; González is de vadernaam en Benítez is de moedernaam.
Montserrat González Benítez (Asuncion, 1 juli 1994) is een voormalig tennisspeelster uit Paraguay. Zij begon op vier- of vijfjarige leeftijd met tennis. Haar favoriete ondergrond was eerst gravel en later hardcourt. Zij speelt rechtshandig en heeft een tweehandige backhand. Zij was actief in het internationale tennis van 2011 tot in 2021.

## Loopbaan
In de periode 2011–2019 maakte González deel uit van het Fed Cup-team van Paraguay – zij vergaarde daar een winst/verlies-balans van 42–20.
In 2012 verloor González samen met Beatriz Haddad Maia de finale van het Roland Garros meisjesdubbelspel. In 2016 slaagde zij voor het kwalificatietoernooi voor het US Open, waar zij haar eerste grandslampartij speelde en won van de Montenegrijnse Danka Kovinić.

## Posities op deWTA-ranglijst
Positie per einde seizoen:
| jaar | rang enkelspel | rang dubbelspel |
| ---- | -------------- | --------------- |
| 2012 | 799            | 775             |
| 2013 | 331            | 585             |
| 2014 | 199            | 252             |
| 2015 | 235            | 248             |
| 2016 | 169            | 255             |
| 2017 | 412            | 282             |
| 2018 | 362            | 314             |
| 2019 | 686            | 874             |
| 2020 | 716            | 911             |
| 2021 | 948            | 1204            |

## Resultaten grandslamtoernooien
| Legenda | Legenda                          |
| ------- | -------------------------------- |
| g.t.    | geen toernooi gehouden           |
| l.c.    | lagere categorie                 |
| –       | niet deelgenomen                 |
| G       | uitgeschakeld in de groepsfase   |
| 1R      | uitgeschakeld in de eerste ronde |
| 2R      | uitgeschakeld in de tweede ronde |
| 3R      | uitgeschakeld in de derde ronde  |
| 4R      | uitgeschakeld in de vierde ronde |
| KF      | uitgeschakeld in de kwartfinale  |
| HF      | uitgeschakeld in de halve finale |
| F       | de finale verloren               |
| W       | het toernooi gewonnen            |
| w-v     | winst/verlies-balans             |

### Enkelspel
| toernooi        | 2016 |
| --------------- | ---- |
| Australian Open | –    |
| Roland Garros   | –    |
| Wimbledon       | –    |
| US Open         | 2R   |